# Lenguas otomangues
Las lenguas otomangues —también llamadas oto-mangues, otomangueanas u oto-mangueanas— constituyen una extensa familia lingüística que comprende a varios grupos de lenguas originarias habladas entre el centro de México y el norte de Costa Rica, aunque solo sobreviven las lenguas otomangueanas que se hablan en el territorio mexicano. El mayor número de hablantes de esta familia se localiza en el estado de Oaxaca, los hablantes de zapoteco y de mixteco suman juntos cerca de un millón de personas. El número total de hablantes de todas las variedades juntas supera los dos millones.
En el Altiplano, las lenguas oto-pameanas pertenecientes a esta familia cuentan con una importante presencia en estados como Hidalgo, Querétaro, México, San Luis Potosí, Tlaxcala, Puebla y Guanajuato, donde existen importantes comunidades hablantes de otomí y mazahua, así como pequeños núcleos que conservan otros idiomas de esta rama, incluidos el jonaz, tlahuica, matlatzinca y pame. 
Varias lenguas otomangueanas se encuentran en peligro de extinción, entre ellas, las últimas cuatro mencionadas en el párrafo anterior. Como ejemplo, el ixcateco y el matlatzinca cuentan con unas pocas centenas de hablantes. Grupos completos, como el mangueano, han desaparecido.

## Historia
La familia lingüística otomangueana ha estado presente en el sur de México por lo menos desde el año 2000 a. C., aunque probablemente esta presencia se extiende varios milenios más en el pasado. Empleando el controvertido método glotocronológico, se ha propuesto que la fecha aproximada de ruptura del protootomangue ocurrió alrededor del año 4400 a. C. Se ha sugerido que el urheimat otomangueano es el valle de Tehuacán (sureste de Puebla, México), por lo que pudo haber estado relacionado con algunas de las culturas neolíticas más antiguas de Mesoamérica. 
Aunque a respecto a la localización del urheimat otomangueano hay alguna controversia, parece existir consenso en torno a que la cultura de Tehuacán, que se desarrolló entre el 5000 y el 2300 a. C., es expresión arqueológica de pueblos de habla otomangueana. El análisis del vocabulario asociado a la agricultura también es indicador de que los pueblos que hablaron el protootomangue tuvieron una participación relevante en la domesticación del maíz y otros cultivos, junto con los hablantes de protomixezoque y protomaya.
La larga historia de la familia otomangueana ha dado como resultado una notable divergencia lingüística entre los grupos que la componen. Terrence Kaufman compara el nivel de diferenciación que existe entre las ramas del tronco otomangueano con el que se observa entre los principales grupos de las lenguas indoeuropeas. Además, propone que las lenguas otomangueanas pueden ser el origen de varios rasgos lingüísticos que se presentan en los idiomas del área lingüística mesoamericana.

## Clasificación

### Historia de los estudios sobre las lenguas otomangueanas
La familia otomangue está compuesta de ocho ramas: amuzga, mixtecana, popolocana, zapotecana, chinantecana, oto-pameana, tlapaneca-subtiaba y mangueana, ya extinta. La elaboración de la descripción de esta familia ha sido un gran logro de la lingüística comparativa e histórica. La agrupación de estas siete ramas en grupos que engloben varias ramas, incluyendo el intento representado en el cuadro abajo, no cuenta con mucho acuerdo. De hecho varios autores han presentado reconstrucciones intermedias basadas en 2 o 3 ramas, pero no está claro por ejemplo que hubiera existido un proto-otomangue oriental frente a un proto-otomangue occidental. La reconstrucción del sistema fonológico del proto-otomangue a partir de las siete familias y sin tratar de reconstruir todos los grupos intermedios fue realizada por Rensh (1966).

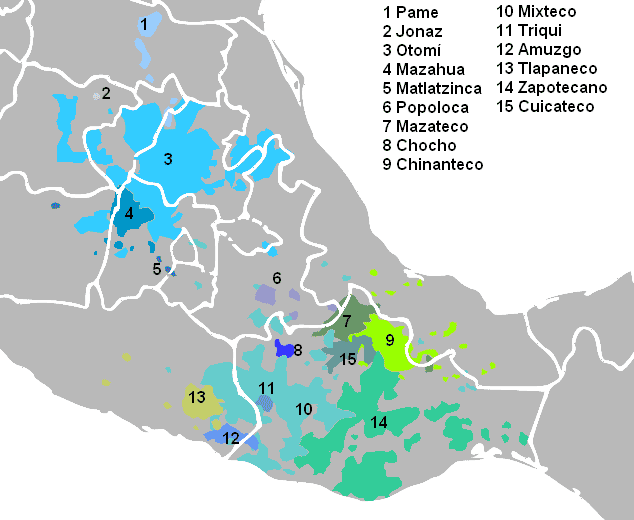
Localización de las lenguas otomangues que se hablan en la actualidad.

En el siglo XIX Orozco y Berra (1864) había propuesto el parentesco de las lenguas zapotecas y las lenguas mixtecas, incluyendo en esta propuesta el cuicateco, el chocho y el amuzgo. Este mismo autor encontró un parentesco entre el otomí y el mazahua. Poco después, Pimentel (1865, 1874) añadió a las anteriores el mazateco, el popoloca, el chatino y el chinanteco al zapoteco-mixteco y relacionó el pame con el otomí-mazahua. Daniel Brinton (1891) sugirió que el chichimeca-jonaz y el pame estarían relacionados con otomí-mazahua. Así a principios de siglo XX se habían reconocido dos grupos relacionados el grupo otopame y el grupo zapoteco-mixteco-amuzgo-popoloca.
A principios del siglo XX, Lehman (1920) añadió el grupo chiapaneco-mangue y reorganizó los parentescos internos del otomangueano oriental. Jacques Soustelle (1935) estudió sistemáticamente el grupo otopame y exminó el agrupamiento interno. En 1926 Schmidt relacionó tentativamente el chiapaneco-mangue y el oto-pame y acuñó el término otomí-mangue para la familia. 
Sin embargo, Sapir (1929) el primer autor que relacionó definitivamente el oto-pame-chiapaneco y el mixteco-zapoteco-amuzgo-popoloca, en una forma equiparable al moderno agrupamiento. Excepto por el hecho de que el trabajo de Suárez (1977) sobre el tlapaneco (me'phaa) y el subtiaba probó que estas lenguas estaban relacionadas con el resto del otomangueano y más que con las lenguas hokanas como Sapir había propuesto. Swadesh incluyó el huave como lengua otomangueana, que actualmente se considera aislada. 
A partir de 1950 empezó el trabajo reconstructivo. El proto-otopame fue reconstruido por Doris Bartholomew, el proto-zapoteco por Morris Swadesh y el proto-chiapaneco-mangue por Fernández de Miranda y Roberto Weitlaner. La primera propuesta para el proto-otomangueano reconstruido es de Longacre (1957), y fue posteriormente revisado por él mismo y Rensch.

### Clasificación interna
| Grupos               | Grupos                | Grupos       | Lengua         | Territorio                  |
| -------------------- | --------------------- | ------------ | -------------- | --------------------------- |
| Otomangue occidental | Oto-pame-chinantecano | Oto-pameano  | Otomí          | Centro de México            |
| Otomangue occidental | Oto-pame-chinantecano | Oto-pameano  | Mazahua        | Estado de México            |
| Otomangue occidental | Oto-pame-chinantecano | Oto-pameano  | Matlatzinca    | Estado de México            |
| Otomangue occidental | Oto-pame-chinantecano | Oto-pameano  | Tlahuica       | Estado de México            |
| Otomangue occidental | Oto-pame-chinantecano | Oto-pameano  | Pame           | Querétaro, San Luis Potosí  |
| Otomangue occidental | Oto-pame-chinantecano | Oto-pameano  | Jonaz          | Guanajuato, San Luis Potosí |
| Otomangue occidental | Oto-pame-chinantecano | Chinantecano | Chinanteco     | Oaxaca y Veracruz           |
| Otomangue occidental | Tlapaneco - mangueano | Tlapanecano  | Tlapaneco      | Guerrero                    |
| Otomangue occidental | Tlapaneco - mangueano | Tlapanecano  | Sutiaba (†)    | Nicaragua                   |
| Otomangue occidental | Tlapaneco - mangueano | Mangueano    | Chiapaneco (†) | Chiapas                     |
| Otomangue occidental | Tlapaneco - mangueano | Mangueano    | Mangue (†)     | Nicaragua                   |
| Otomangue occidental | Tlapaneco - mangueano | Mangueano    | Chorotega (†)  | Costa Rica                  |
| Otomangue oriental   | Popoloca-Zapotecano   | Popolocano   | Mazateco       | Oaxaca y Veracruz           |
| Otomangue oriental   | Popoloca-Zapotecano   | Popolocano   | Ixcateco       | Oaxaca                      |
| Otomangue oriental   | Popoloca-Zapotecano   | Popolocano   | Chocho         | Oaxaca                      |
| Otomangue oriental   | Popoloca-Zapotecano   | Popolocano   | Popoloca       | Puebla                      |
| Otomangue oriental   | Popoloca-Zapotecano   | Zapotecano   | Zapoteco       | Oaxaca                      |
| Otomangue oriental   | Popoloca-Zapotecano   | Zapotecano   | Chatino        | Oaxaca                      |
| Otomangue oriental   | Popoloca-Zapotecano   | Zapotecano   | Papabuco       | Oaxaca                      |
| Otomangue oriental   | Popoloca-Zapotecano   | Zapotecano   | Solteco        | Oaxaca                      |
| Otomangue oriental   | Amuzgo - mixtecano    | Amuzgo       | Amuzgo         | Oaxaca y Guerrero           |
| Otomangue oriental   | Amuzgo - mixtecano    | Mixtecano    | Mixteco        | La Mixteca                  |
| Otomangue oriental   | Amuzgo - mixtecano    | Mixtecano    | Cuicateco      | Cañada de Cuicatlán         |
| Otomangue oriental   | Amuzgo - mixtecano    | Mixtecano    | Triqui         | Oaxaca                      |

### Posibles lenguas
El mascorro era una lengua hablada por los mascorros los cuales habitaban una región cerca de Rioverde en San Luis Potosí, la lengua que hablaban se relacionaba con el actual otomí, sin embargo también se cree que los miembros de ese pueblo hablaban el naolán.

## Características comunes
Todas las lenguas otomangueanas son tonales, y en muchas de ellas la nasalización tiene un papel fonémico. Morfológicamente el nombre es relativamente simple, siendo el verbo la parte más compleja de la oración.

### Fonología
El sistema fonológico del protootomangue tal como fue reconstruido por Rensch es relativamente simple. Constaría de 9 consonantes, 4 vocales y 4 tonos. El siguiente cuadro resume los fonemas del proto-otomangue:
|               | alveolar | palatal | velar | lab-vel | glotal |
| ------------- | -------- | ------- | ----- | ------- | ------ |
| oclusiva      | *t       |         | *k    | *kʷ     | *ʔ     |
| fricativa     | *s       |         |       |         | *h     |
| sonorante     | *n       | *y      |       | *w      |        |
| vocal cerrada |          | *i      |       | *u      |        |
| vocal abierta |          | *e      | *a    |         |        |

Es de notar la ausencia de consonantes labiales. En muchas ramas el fonema derivado /*p/ deriva de la labiovelar /*kʷ/. También conviene notar la ausencia de oposición entre fonemas sordos y sonoros, que fue desarrollada secundariamente en otras lenguas otomangueanas (a veces a partir de secuencias de nasal + oclusiva, a veces de otras fuentes). La siguiente tabla resume algunos de los cambios fonéticos principales que caracterizan a las diferentes ramas del otomangue:
| proto- otomangue | proto- mixtecano | Amuzgo | proto- popolocano | proto- zapotecano | Proto- -mangueano | Proto- otopameano | Proto- chinanteco |
| ---------------- | ---------------- | ------ | ----------------- | ----------------- | ----------------- | ----------------- | ----------------- |
| **t              | *t               |        |                   | *t, *h            | *t                |                   |                   |
| **k              | *k               | *k     | *k                | *k                | *k, *č            | *k                | *k                |
| **kʷ             |                  | *kʷ    |                   | *p, *kʷ           | *p                | *p                | *kʷ               |
| **s              | *θ               |        |                   | *tʲ               | *s                | *s                |                   |
| **n              |                  |        | *n                | *n                | *n                |                   |                   |
| **y              | *y               |        |                   |                   | *y                | *iH-              |                   |
| **w              | *w               |        | *w                |                   | *w                | *uH-              | *w                |
| **nt             | *ⁿd              | nt     | *nt               | *č                | *ⁿd               | *t                | *z                |
| **nk             | *ⁿg              | nk     | *nk               |                   | *ⁿg               | *k                | *g                |
| **nkʷ            | *ⁿgʷ             | nkʷ    |                   |                   | *ⁿb               | *p                | *gʷ               |
| **ns             | *ⁿgʷ             | c      | *c                | *č                | *ⁿd               | *c                | *z                |
| **nn             |                  | nn     | *m                |                   | *m                |                   | *m                |
| **ny             | *l               |        | *l                | *L                | *i                | *i                | *ni               |
| **nw             | *m               | m      | *m                | *kʷ               | *m                | *m                | *m                |

### Morfología
Las lenguas otomangueanas no tienen inflexión en el nombre, aunque admiten prefijos posesivos y clíticos para indicar el plural. En algunas lenguas la forma de los pronombres distingue entre persona, animal o cosa; esto puede considerarse una distinción de género gramatical semánticamente determinado.
Existen pocos sufijos derivativos, siendo la composición el procedimiento morfológico más común para formar nuevas palabras.
En cuanto al alineamiento morfosintáctico no existe coherencia a lo largo de la familia. Algunas lenguas muestran un tipo ergativo-absolutivo (el chinanteco y el tlapaneco), otras un tipo activo-inactivo (el chocho, el matlatzinca y probablemente el chiapaneco) y otras no muestran evidencia clara (mixteco, zapoteco) No existe casos de claros de alineamiento nominativo-acusativo.

### Sintaxis
Sintácticamente, la mayoría también tienen el orden básico de frases VSO. Conectado con lo anterior está el que un en buen número de ellas el modificador siga al modificado y que el complemento sintáctico vaya detrás del núcleo que lo requiere.

### Comparación léxica
Diversos autores han construido listas de cognados de algunos centenares de términos. Sin embargo, muchas de esas listas aunque contienen algunas correspondencias regulares están plagadas de irregularidades, aumentos prefijados y sufijados que hacen que las correspondencias sean bastante inexactas. Por lo que el estado actual las lenguas otomangueanas deben ser consideradas como una macrofamilia tentativa. Los numerales siguientes muestran la divergencia del léxico:
| GLOSA | OM oriental    | OM oriental   | OM oriental       | OM oriental       | OM occidental | OM occidental  | OM occidental     | OM occidental      | PROTO-OM |
| GLOSA | PROTO- MIXTECO | PROTO- AMUZGO | PROTO- POPOLOCANO | PROTO- ZAPOTECANO | PROTO- MANGUE | PROTO- OTOPAME | PROTO- CHINANTECO | PROTO- TLAPANECANO | PROTO-OM |
| ----- | -------------- | ------------- | ----------------- | ----------------- | ------------- | -------------- | ----------------- | ------------------ | -------- |
| 1     | *ɨ́ɨ̨́            | *kwi          | *hnku             |                   | *ti-kéʔ       | *nʔá           | *kãː              | *-mba1             | *hnkw-   |
| 2     | *ù-wì          | *we           | *yu-hu            | *tupa             | *hau-         | *yiohõ         | *tũ               | *-hma3             | *(n)yu-  |
| 3     | *u-ni          | *ndye         | *ni-he            | *ʦona             | *ha-          | *nʰĩo          | *ʔnɨ              | *-tsu4             | *ʔni-    |
| 4     | *kɨ̀wį̀ʔ         | ñeke          | *ñũhũ             | *tapa             | *a-hwa        | *kɨ-hũ         | *kiũ              | *-ko3              | *ku-hĩ   |
| 5     | *ò-ʔǫ̀          | *ʔon          | *ñũ-ʔũ            | *kaʔyu            | *hau-mu-he    | *kĭtʔa         | *ʔŋia             | *wi2tsu3           |          |
| 6     | *iyǫ           | *yon          | *ʃhãu (?)         | *ʃoʔpa            | *ha-mba-      | *ʔná-ʔtó       | *hŋiuː            | *ma2hu2            |          |
| 7     | *u-xe          | *ntykeʔ       | *yãtu             | *kati             | *ndi-         | *yo-tó         | *giaː             |                    | *kya(tV) |
| 8     | *u-nè          | *ñe           | *ʃnĩ              | *ʃonuʔ            | *sa-hu        | *hñã-tó        | *hŋia             | *(h)ña-            | *hnya    |
| 9     | *ɨ̀ɨ̨̀            | *ñhe          | *ña(hã)           | *kaʔ              | *-li          | *kɨ́-tó         | *ŋiú              |                    |          |
| 10    | *u-xi          | *ki           | *te               | *tii              | *hee-nda      |                | *gia              | *gu3wa3            |          |

Entre los cognados ampliamente extendidos está *rini 'sangre, carne cruda' (otomí ngɨ 'carne', matlatzinca ríní 'carne', chatino tnẽ21 'sangre', zapoteco rini 'sangre', mixteco ñɨñɨ 'sangre').

### Enlaces
- Oto-manguean numerals

- Reconstructions for Proto-Otomangue (wiktionary)